# Jacinto Santos
Jacinto José Martins Godinho Santos (28 de gener de 1941 - 21 de juliol de 2023), conegut simplement com a Jacinto, va ser un futbolista portuguès que va jugar com a defensa. Internacional portuguès, va guanyar una Taça de Portugal amb el Leixões i set Primeira Divisão amb el Benfica.
Jacinto va morir a Anvers el 21 de juliol de 2023, als 82 anys.

## Carrera professional
Jacinto va ser cinc internacional amb Portugal i va marcar dos gols. Va debutar el 13 de novembre de 1966 a Lisboa contra Suècia, en una derrota per 2-1.

## Palmarès
Leixões
- Taça de Portugal: 1960–61

Benfica
- Primera Lliga (7):  1962–63, 1963–64, 1964–65, 1966–67, 1967–68, 1968–69, 1970–71
- Taça de Portugal: 1963–64, 1968–69, 1969–70
- Subcampió de la Copa Intercontinental: 1962